# Badminton 1961
Höhepunkte des Badmintonjahres 1961 waren der Thomas Cup 1961 sowie die All England, die Irish Open, die Scottish Open, die German Open, die Dutch Open, die Südostasienspiele und die French Open. 
==Internationale Veranstaltungen ==
| Veranstaltung | Herreneinzel     | Dameneinzel             | Herrendoppel                           | Damendoppel                            | Mixed                                           |
| ------------- | ---------------- | ----------------------- | -------------------------------------- | -------------------------------------- | ----------------------------------------------- |
| All England   | Erland Kops      | Judy Hashman            | Finn Kobberø Jørgen Hammergaard Hansen | Judy Hashman Sue Devlin Peard          | Finn Kobberø Kirsten Granlund                   |
| French Open   | Erland Kops      | Hanne Jensen            | Finn Kobberø Erland Kops               | Rita A. Rabey Janet Brennan            | Erland Kops Hanne Jensen                        |
| German Open   | Ferry Sonneville | Judy Hashman            | Hugh Findlay Tony Jordan               | Judy Hashman Sonia Cox                 | Yeoh Kean Hua Judy Hashman                      |
| Malaysia Open | Jim Poole        | Tan Gaik Bee            | Tan Yee Khan Ng Boon Bee               | Tan Gaik Bee Cecilia Samuel            |                                                 |
| Swedish Open  | Leif Ekedahl     | Tonny Holst-Christensen | Tony Jordan Peter Waddell              | Hanne Andersen Tonny Holst-Christensen | Bjørn Holst-Christensen Tonny Holst-Christensen |